# アーネスト・ハワード・グリフィス
アーネスト・ハワード・グリフィス（Ernest Howard Griffiths、1851年6月15日 - 1932年3月3日）は、イギリスの物理学者。ウェールズのブレコン出身。1895年の王立協会フェローに選出され、1907年にヒューズ・メダルを授与された。母方の祖先には17世紀の提督ロバート・ブレイクがいる。
1901年にカーディフのサウスウェールズ・アンド・マンマスシャー大学の学長に任命され、実験哲学の教授を務めた。ウェールズの大学の学長間で大学フェローシップを交替するシステムの一環として1905, 1909, 1913, 1917年にオックスフォードのJesus Collegeのフェローであった。